# 草原棕熊
草原棕熊（學名：Ursus arctos priscus）是棕熊已滅絕的一個亞種，更新世或全新世早期生活在歐亞大陸上。其化石發現於斯洛伐克的多個山洞（如瓦扎卡洞穴）中。其體重可能在300和1,000（660和2,200英磅）之間，性情比其現代近親更加兇猛。